# Phrynobatrachus rouxi
Phrynobatrachus rouxi és una espècie de granota que viu a Uganda.